# Mélanie Hahnemann
Marie Melanie d'Hervilly Gohier Hahnemann (2 de febrer de 1800 - maig de 1878) va ser una homeópata i metgessa francesa. Es va casar el 1835 amb Samuel Hahnemann, sent la seva segona esposa.
Nascuda en el si d'una família noble francesa, després de barallar-se amb la seva mare va sortir de casa i es va anar a viure amb el seu professor de pintura, Guillaume Guillon Lethière el 1815. Durant l'epidèmia de còlera del 1932, a París, es va interessar per l'homeopatia. El 1834, va visitar Hahnemann i un any després es van casar. Va obrir una clínica a París i el va ajudar. Es formà a la The Allentown Academy of Homeopathic Healing Art als Estats Units.